# Görgeyite
La görgeyite è un minerale.